# Nomenj
Nomenj je naselje u slovenskoj Općini Bohinju. Nomenj se nalazi u pokrajini Gorenjskoj i statističkoj regiji Gorenjskoj. 

## Stanovništvo
Prema popisu stanovništva iz 2002. godine naselje je imalo 182 stanovnika.